# 平都山
平都山即丰都县城边上的名山，距离丰都县约有三里远。建筑有鬼城。是道书中所描述的七十二福地之一，传说原本为神仙的住所，后来被人们认为是阴间所在的地方。